# Normativa contrainsurgente en Colombia
La Normativa contrainsurgente en Colombia se refiere a las leyes y manuales de las Fuerzas Militares de Colombia usadas en el Conflicto armado interno de Colombia, en la guerra contra las guerrillas colombianas.

## Historia

### Gobierno de Guillermo León Valencia
En 1963 Colombia elaboró la primera "guía para una estrategia psicológica", luego el comando general de las FFMM hizo publicar varios manuales de operaciones psicológicas de contrainsurgencia".
El 24 de diciembre de 1965, expidió el decreto ley 3398, con el cual fija la política de Defensa Nacional (el ministerio de Guerra pasa a llamarse ministerio de Defensa, la Policía que era un ente civil, así como la Defensa Civil pasan a subordinarse al comando militar, se habla de combatir la "subversión", entre otros), este decreto se convirtió en ley permanente con el art. 1 de la ley 48 de 1968.

### Gobierno de Carlos Lleras Restrepo
El 9 de abril de 1969,mediante Disposición 005, el Comando General de las Fuerzas Militares aprueba el "Reglamento de combate de contraguerrillas", EJC-3-10, el cual contiene una sección sobre "Operaciones de organización de la población civil", de obligatoria enseñanza en las escuelas y academias castrenses, creando uno de los pilares institucionales del paramilitarismo en Colombia, ya que ordenaba organizar militarmente a la población civil como juntas de autodefensa y de defensa civil en contra de las guerrillas y las subordinaba al mando militar de la región usando para ello un enlace militar encargado de transmitir las órdenes y de entrenar a los civiles armados.

### Gobierno de Alfonso López Michelsen
En 1977  mediante Disposición No. 00006 de 1977, se adopta el "Manual de Guerrillas y Contraguerrillas Urbanas – EJC 3-18", del Ejército Nacional.
El manual de "Instrucciones generales para operaciones contra-guerrilla" de 1979 en el gobierno de Julio César Turbay, expedido por el Comando General del Ejército, ordenaba a los capitanes de las compañías de fusileros tipo "arpón", realizar censos sobre la población y sus viviendas, controlar la identidad de toda persona mayor de 15 años con carnes militares, controlar el flujo de alimentos y medicinas, organizar grupos de autodefensa a nivel de caserío y veredas, y recomienda crear Comités cívico-militares como cuerpos auxiliares del ejército, así mismo el manual habla de auxiliadores del Ejército, informante y la opción de convertir a los desertores guerrilleros en guías del Ejército Nacional.

### Gobierno de Julio César Turbay
El 25 de junio de 1982, el comandante el Ejército, Mayor General Bernardo Lema Henao y el director de Instrucción y Entrenamiento del Ejército, Brigadier General Nelson Mejía Henao, mediante la Disposición 0014, adoptan el Manual EJC-3-101, también conocido como "Manual de combate contra bandoleros o guerrilleros", el cual busca complementar y consolidar la filosofía contra subversiva contenida en otros Manuales y Publicaciones sobre Operaciones Irregulares.

### Gobierno de Belisario Betancur
En 1985, el coronel Zafra Galvis recomienda "poseer y adiestrar organismo de inteligencia que, actuando en forma secreta, conozcan las actividades y planes de las organizaciones de fachada", que son base de las operaciones encubiertas con antecedentes desde los años 60 en los manuales militares, que consisten en unidades militares clandestinas de inteligencia y contrainteligencia (D2 -nivel nacional de FF.MM.-; E2 -nivel nacional de Ejército-; COMBRICI- Comando de Inteligencia y Contrainteligencia -nivel nacional de comando conjunto entre todas las Brigadas-; G2 -nivel local de División; B2 -nivel local de Brigada-, S2 -nivel local de Batallón-), que hacen uso del terrorismo para combatir al terrorismo, sin dejar evidencias de la autoría o inculpando a otros grupos como autores o  desviando la autoría (crean grupos paramilitares fantasmas, que aparecen y desaparecen, o de diversas siglas, también contratan a la delincuencia común, y controlan la información de los medios de comunicación sobre los hechos o desinforman); planean y ejecutan magnicidios, masacres, atentados, ataques de bandera falsa y otros.

### Gobierno de Virgilio Barco
El 12 de noviembre de 1987 en el gobierno de Virgilio Barco, el comandante General de las FF.MM., mayor General Óscar Botero Restrepo, aprobó el manual EJC-3-10 (restringido), conocido como "Reglamento de Combate de Contraguerrillas", donde se ordena "organizar militarmente a la población civil, para que se proteja contra la acción de las guerrillas y apoye la ejecución de operaciones de combate", este propósito se logra  través de las Juntas de autodefensa y de la Defensa Civil, a la cual se le dotó de armamento y debía operar en "coordinación con la Policía, el Servicio de Seguridad y la Guerra Militar" así mismo se establece que la Policía Nacional haga parte de los elementos de apoyo de combate cuya función principal es la de apoyar a las fuerzas de combate cuerpo a cuerpo".